# Gradište (Kutjevo)
Gradište is een plaats in de gemeente Kutjevo in de Kroatische provincie Požega-Slavonië. De plaats telt 246 inwoners (2001).